# Centre de recherches sur le Japon
Le Centre de recherches sur le Japon (abrégé CRJ, aussi appelé Centre Japon) est un centre de recherche et d'enseignement français créé en 1973 sur la thématique du Japon.

## Historique

### Création
Il a été créé en 1973 par Christian Sautter et Philippe Pons,.
Le centre a été créé dans le but de développer l’activité de recherche en sciences sociales sur la thématique du Japon ainsi que pour fournir un enseignement jusqu'au niveau doctorat sur cette même thématique.
Au début de son histoire, le centre a été axé sur les questions touchant au Japon contemporain et notamment sur les thématiques économiques,.
Depuis sa création, le CRJ est rattaché à l'EHESS en tant qu'unité de la division « Aires culturelles ».
C'est une unité du CNRS depuis 1978,,.
À sa création en 1973, le centre était situé au 105 boulevard Raspail. En 2015, il a déménagé au 190 avenue de France, puis de nouveau en avril 2017 au 54 boulevard Raspail.

### UMR Chine Corée Japon
En 2006, le CRJ est devenu une unité de l'« UMR 8173 Chine Corée Japon » au côté du Centre d’études sur la Chine moderne et contemporaine (CECMC) et du Centre de recherches sur la Corée (CRC). L'UMR est lui même placé sous la tutelle du CNRS, de l'EHESS,.
Cette UMR, dont le CRJ fait partie intégrante, possède une réputation et un rayonnement international.

### Activités
Le centre mène des activités de recherche. Il organise des conférences et des séminaires. Il supervise des thèses de doctorants.

#### Bibliothèque du CRJ
Depuis sa création en 1973, le CRJ a constitué un fonds documentaire,. La bibliothèque rassemble principalement des ouvrages portant sur l'ère Meiji, et quelques ouvrages sur des périodes plus anciennes. La bibliothèque du CRJ est associé à la BULAC,. Le CRJ a transféré sa collection en 2021 au Grand Équipement Documentaire (GED) du Campus Condorcet avec le déménagement de l'EHESS dans ce campus.

### Nom
Le centre a eu différents noms. À sa création, il s’appelait « Groupe de recherches sur le Japon contemporain » puis a été renommé en « Centre de recherche sur le Japon contemporain », avant le prendre son nom actuel en 1998 : le « Centre de recherches sur le Japon ». Son nom est parfois abrégé en « CRJ ».

## Organisation
Les membres du centre sont des historiens, des sociologues, des anthropologues, des géographes et des économistes,.
Il y a six chercheurs à temps plein au sein du centre.

### Direction
- Philippe Pons, directeur
- Patrick Beillevaire, directeur de 1998 à 2010[9]
- Guillaume Carré, directeur (au moins de 2010 à au moins 2013)[10]
- Augustin Berque[11]
- Aleksandra Kobiljski[12]